# Годердзи Швелидзе
Годердзи Швелидзе (енгл. Goderdzi Shvelidze; 17. април 1978) професионални је рагбиста и репрезентативац Грузије, који тренутно игра за Брив. Висок 177 цм, тежак 110 кг у каријери је пре Брива играо за АС Херолт Безијерс 2001-2004 (45 утакмица, 5 поена), Клермон 2004-2008 (67 утакмица, 15 поена), УС Монтаубан 2008-2010 (51 утакмица, 0 поена) и Монпеље 2010-2012 (21 утакмица, 5 поена). За Брив је до сада одиграо 9 утакмица, а за репрезентацију Грузије 62 утакмица и постигао је 35 поена. Са Клермоном је освојио челинџ куп 2007.